# Fred Beedall
Frederick Beedall (15 tháng 8 năm 1911 – 1976) là một cầu thủ bóng đá người Anh. He sinh ra ở Chesterfield.